# Anna-Maria Giertz
Anna-Maria Giertz, numera Weingarten, född 18 september 1948 i Engelbrekts församling, Stockholm, är en svensk barnskådespelare och läkare. Hon är dotter till arkitekten Lars Magnus Giertz av släkten Giertz, brorsdotter till Bo Giertz och faster till Caroline Giertz.

## Filmografi
- 1960 – När mörkret faller